# Stefano Cembali
Stefano Cembali (Lugo, Emília-Romanya, 6 de setembre de 1967) va ser un ciclista italià, que fou professional entre 1994 i 1997.

## Palmarès
- 1996
  - 1r a la Clàssica d'Alcobendas
  - 1r al Trofeu Gaetano Santi

### Resultats a la Volta a Espanya
- 1995. 87è de la classificació general
- 1997. 125è de la classificació general